# Hideharu Miyahira
Hideharu Miyahira (Otaru, 21 dicembre 1973) è un allenatore di sci nordico ed ex saltatore con gli sci giapponese, vincitore di varie medaglie iridate.

## Biografia

### Carriera sciistica
In Coppa del Mondo esordì il 22 gennaio 1994 a Sapporo (40°), ottenne il primo podio il 3 gennaio 1999 a Innsbruck (3°) e la prima vittoria il 30 gennaio 1999 a Willingen.
In carriera prese parte a un'edizione dei Giochi olimpici invernali, Salt Lake City 2002 (24° nel trampolino lungo, 5° nella gara a squadre), a quattro dei Campionati mondiali, vincendo quattro medaglie, e a quattro dei Mondiali di volo (5° nella gara a squadre a Planica 2004 il miglior risultato).

### Carriera da allenatore
Dal maggio 2010 è vice-allenatore della squadra di salto della nazionale giapponese.

## Palmarès

### Mondiali
- 4 medaglie:
  - 3 argenti (trampolino normale, gara a squadre a Ramsau am Dachstein 1999; gara a squadre a Val di Fiemme 2003)
  - 1 bronzo (trampolino lungo a Ramsau am Dachstein 1999)

### Coppa del Mondo
- Miglior piazzamento in classifica generale: 5º nel 1999
- 17 podi (10 individuali, 7 a squadre):
  - 2 vittorie (1 individuale, 1 a squadre)
  - 6 secondi posti (4 individuali, 2 a squadre)
  - 9 terzi posti (5 individuali, 4 a squadre)

#### Coppa del Mondo - vittorie
| Data            | Località  | Nazione  | Trampolino                                                              |
| --------------- | --------- | -------- | ----------------------------------------------------------------------- |
| 30 gennaio 1999 | Willingen | Germania | Mühlenkopf K120 (con Kazuyoshi Funaki, Noriaki Kasai e Kazuya Yoshioka) |
| 20 marzo 1999   | Planica   | Slovenia | Letalnica K185                                                          |

#### Torneo dei quattro trampolini
- 2 podi di tappa[2]:
  - 2 terzi posti

#### Nordic Tournament
- 1 podio di tappa[2]:
  - 1 secondo posto